# Susanne Friederich
Susanne Friederich (* 1970 in Stuttgart) ist eine deutsche Prähistorikerin.

## Leben und Leistungen
Susanne Friederich studierte an der Universität Frankfurt Ur- und Frühgeschichte und wurde bei Jens Lüning 2001 mit einer Arbeit zum Thema Das Siedlungswesen des Mittelneolithikums am Beispiel der Siedlungen Bad Friedrichshall-Kochendorf und Heilbronn-Neckargartach, „Böllinger Höfe“ promoviert. Nach dem Studium ging sie in die Landesarchäologie nach Sachsen-Anhalt. Dort ist sie Abteilungsleiterin Bodendenkmalpflege im Landesamt für Denkmalpflege und Archäologie Sachsen-Anhalt/Landesmuseum für Vorgeschichte in Halle und eine der vier Vertreter und Vertreterinnen des Bundeslandes im Verband der Landesarchäologien.
Friederich ist Fachfrau für die Jungsteinzeit, als Abteilungsleiterin im Landesamt für Denkmalpflege und Archäologie deckt sie jedoch den gesamten Zeitraum archäologischer Forschung in den Grenzen Sachsen-Anhalts ab. Sie war in leitender Funktion an verschiedenen bedeutenden Ausgrabungen beteiligt, so 2017 in Cörmigk, wo sechs etwa 4500 Jahre alte Steinkistengräber gefunden wurden, 2020 als bei Brücken-Hackpfüffel ein etwa 1500 Jahre altes, ungestörtes, Gräberfeld mit reichen Grabbeigaben entdeckt wurde, in Halberstadt Gräber der Kugelamphoren-Kultur sowie 2023 in Hohenmölsen, wo erstmals etwa 2000 Jahre alte Flachsfasern gefunden wurden.

## Publikationen (Auswahl)
- Bad Friedrichshall-Kochendorf und Heilbronn-Neckargartach. Studie zum mittelneolithischen Siedlungswesen im Mittleren Neckarland (= Forschungen und Berichte zur Vor- und Frühgeschichte in Baden-Württemberg. Band 123). 2 Bände. Theiss, Stuttgart 2012, ISBN 978-3-8062-2617-1.
- Der linienbandkeramische Brunnen von Leipzig-Plaußig (= Veröffentlichungen des Landesamtes für Archäologie Sachsen. Band 62). Landesamt für Archäologie, Dresden 2017, ISBN 978-3-943770-28-5.

Herausgeberschaften
- mit Harald Meller: Trinkwasser verbindet: Kulturlandschaft zwischen Harz und Saale. Baumaßnahmen der Fernwasserversorgung Elbaue-Ostharz (2009–2011) (= Kleine Hefte zur Archäologie in Sachsen-Anhalt. Heft 11). Landesamt für Denkmalpflege und Archäologie Sachsen-Anhalt, Landesmuseum für Vorgeschichte, Halle 2017, ISBN 978-3-939414-93-3.
- mit Harald Meller: Salzmünde – Regel oder Ausnahme. Internationale Tagung vom 18. bis 20. Oktober 2012 in Halle (Saale) = Salzmünde – rule or exception? (= Tagungen des Landesmuseums für Vorgeschichte Halle (Saale). Band 16). Landesamt für Denkmalpflege und Archäologie Sachsen-Anhalt, Halle 2017, ISBN 978-3-944507-11-8.
- mit Harald Meller: Neue Gasleitung – alte Kulturlandschaft. Linearer Einblick in die Vorgeschichte zwischen Peckensen und Steinitz, Altmarkkreis Salzwedel (= Kleine Hefte zur Archäologie in Sachsen-Anhalt. Heft 13). Landesamt für Denkmalpflege und Archäologie Sachsen-Anhalt, Landesmuseum für Vorgeschichte, Halle 2017, ISBN 978-3-944507-35-4.
- mit Harald Meller und Thomas Weber: Archäologie in Gatersleben. Ackerbau über Jahrtausende hinweg (= Archäologie in Sachsen-Anhalt. Sonderband 30). Landesmuseum für Vorgeschichte, Landesamt für Denkmalpflege und Archäologie Sachsen-Anhalt, Landesmuseum für Vorgeschichte, Halle 2018, ISBN 978-3-944507-77-4.
- mit Harald Meller: Archäologie in der Flussaue. 20 Jahre Hochwasserschutz und Ortsumgehung Eutzsch (= Archäologie in Sachsen-Anhalt. Sonderband 27). Landesmuseum für Vorgeschichte, Landesamt für Denkmalpflege und Archäologie Sachsen-Anhalt, Landesmuseum für Vorgeschichte, Halle 2018, ISBN 978-3-944507-80-4.
- mit Harald Meller und Veit Dresely: Archäologie an der B 6n im Salzlandkreis. Vom Steinzeithaus zur Zuckerfabrik (= Archäologie in Sachsen-Anhalt. Sonderband 23). Landesmuseum für Vorgeschichte, Landesamt für Denkmalpflege und Archäologie Sachsen-Anhalt, Landesmuseum für Vorgeschichte, Halle 2019, ISBN 978-3-944507-17-0.
- mit  Harald Meller, Mario Küßner, Harald Stäuble und Roberto Risch: Siedlungsarchäologie des Endneolithikums und der frühen Bronzezeit. 11. Mitteldeutscher Archäologentag vom 18. bis 20. Oktober 2018 in Halle (Saale) = Late Neolithic and early Bronze age settlement archaeology (= Tagungen des Landesmuseums für Vorgeschichte Halle (Saale). Band 20), 3 Bände. Landesamt für Denkmalpflege und Archäologie Sachsen-Anhalt, Halle 2019–2021, ISBN 978-3-944507-94-1.
- mit Harald Meller: Elbeu – Die Burg Albrechts des Bären. Aktuelle Ausgrabungen. Neolithikum bis Mittelalter (= Archäologie in Sachsen-Anhalt. Sonderband 28). Landesmuseum für Vorgeschichte, Landesamt für Denkmalpflege und Archäologie Sachsen-Anhalt, Landesmuseum für Vorgeschichte, Halle 2020, ISBN 978-3-948618-11-7.